# Manuel Gonçalves Cerejeira

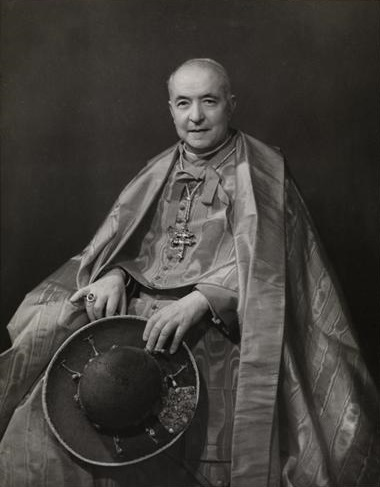
Patriarch Manuel Gonçalves Kardinal Cerejeira (1960)

Wappen als Patriarch von Lissabon

Manuel Gonçalves Kardinal Cerejeira  (* 19. November 1888 in Lousado, Portugal; † 2. August 1977 in Lissabon) war Erzbischof und Patriarch von Lissabon.

## Leben

Signatur des Patriarchen

Manuel Gonçalves Cerejeira, Sohn eines Landwirts, erhielt seine Ausbildung am Seminar von Braga und an der Theologischen Fakultät der Universität Coimbra. In dieser Zeit lernte er den späteren Diktator António de Oliveira Salazar kennen, mit dem ihm eine lebenslange Freundschaft verband. Am 1. April 1911 empfing er das Sakrament der Priesterweihe und arbeitete anschließend als Universitätsdozent in Coimbra.
Am 23. März 1928 wurde Manuel Gonçalves Cerejeira zum Titularerzbischof von Mitylene und zum Weihbischof in Lissabon ernannt. Er empfing am 17. Juni 1928 die Bischofsweihe durch den Bischof von Coimbra, Manuel Luís Coelho da Silva; Mitkonsekratoren waren José Alves Correia da Silva, Bischof von Leiria, und António Antunes, Koadjutorbischof von Coimbra. Ein Jahr darauf ernannte ihn Papst Pius XI. zum Erzbischof und Patriarchen von Lissabon und nahm ihn am 19. Dezember 1929, mit erst 41 Jahren, als Kardinalpriester mit der Titelkirche Santi Marcellino e Pietro in das Kardinalskollegium auf. Er erwirkte 1940 die Aushandlung eines Konkordats zwischen Portugal und dem Heiligen Stuhl.
Als päpstlicher Legat vertrat er im Ausland sowohl Papst Pius XI. als auch die Päpste Pius XII. und Johannes XXIII. bei mehreren wichtigen Anlässen. So weihte er 1944 die Kathedrale von Lourenço Marques in Mosambik ein und leitete 1952 die Feierlichkeiten anlässlich des vierhundertsten Todestags des heiligen Franziskus Xaverius im indischen Goa. 1960 stand er an der Spitze der Päpstlichen Delegation, die zur Einweihung der neuen brasilianischen Hauptstadt Brasília nach Südamerika reiste. 1961 wurde er als dienstältester Kardinalpriester Kardinalprotopriester. Kardinal Cerejeira nahm von 1962 bis 1965 als Konzilsvater am Zweiten Vatikanischen Konzil teil. 1967 war er Gründer der Katholischen Universität von Portugal. Er war im Oktober 1969 Teilnehmer der I. ordentlichen Generalversammlung der Bischofssynode.
Am 10. Mai 1971 nahm Papst Paul VI. sein altersbedingtes Rücktrittsgesuch an. Manuel Gonçalves Cerejeira starb am 2. August 1977 in Lissabon und fand der Patriarchengruft der Kirche São Vicente de Fora seine letzte Ruhestätte. Er war der letzte verbliebene Kardinal, der von Papst Pius XI. ernannt worden war.